# ボカンと一発!ドロンボー
『ボカンと一発!ドロンボー』（ボカンといっぱつ!ドロンボー）は、1996年11月29日にバンプレストが発売したPlayStation用の縦スクロール型シューティングゲームである。

## 概要
『ヤッターマン』の三悪・ドロンボー一味を操り、歴代シリーズの悪玉メカを使って善玉たちに戦いを挑むシューティングゲーム。
本作に登場する悪玉メカは外装はそのままだが、中身は最新メカに改造してあるという設定。テーマソングはアニメ版と変わっていない。PS版はオリジナルストーリーとなり、三悪の台詞に新録が追加されている。
プロデューサーの大山誉展によると、竜の子プロダクションとゲームを作りたいと思い、同社に「タイムボカンシリーズで、シューティングゲームを作りたい」という話を持ち込んだことがきっかけであるという。
1997年9月25日には追加要素を加えたセガサターン移植版『ボカンと一発!ドロンボー 完璧版』が発売された。

## ストーリー
ドロンジョ、ボヤッキー、トンズラーのドロンボー一味は、自分たちこそがシリーズ最強の三悪であることを証明するために、歴代善玉に挑戦状を叩き付けた。
『タイムボカン』及び『ゼンダマン』以降の歴代悪玉メカに加え、新開発の専用マシンを引っ提げて出撃するドロンボー。今まではほぼ必ず負けてきた彼らだが、果たして善玉全員を倒すことができるのか？

## 基本操作とシステム
十字キーで操作。
ショット
○ボタン。通常攻撃。アイテム「ドロンボーマーク」を取ることにより5段階までレベルアップする。
ドクロ爆弾
広範囲への強力な攻撃。×ボタンで装填し、もう一度押すことで発射する。弾数に制限はない。
放物線を描いて地面に着弾すると爆発することは共通しているが、機体によって、着弾に時間がかかるが広範囲を攻撃する球体型と着弾が早いが攻撃範囲が狭い弓矢型がある。
また、その性質上地面のない場所に発射するとそのまま落下して爆発せず、ダメージを与えられない。
ステージによっては爆弾の代わりに魚雷やミサイルを発射する（性能はどちらも真っ直ぐ飛び敵に接触すると爆発するというもの）。
正式名称は｢超強力爆弾製造システム｣。その場で爆弾を作成し、発射しているという設定である。
ローリング（回転避け）
L1ボタン / R1ボタン。左右に転がりつつ回避する。
2Pプレイを行うと1Pがドロンジョ、2Pがボヤッキーとトンズラーに分かれる。

### 変化
アイテム「ドクロストーン」を取ると「ドクロカウンター」が溜まっていき、99になると巨大メカに変身。カウンターが0に戻るまでの間、無敵になって、巨体を生かして広範囲に攻撃できる。
ドクロ爆弾装着中に被弾すると引火し、シールドエネルギー（HP）がいくら残っていても爆発して、チャリンコ（おしおき三輪車）になる。

## 悪玉メカ
ゲームスタート時は6機の悪玉メカから自機を選ぶ。自機はステージごとに選択する。一度選択した機体は次のステージでは整備中となり、連続して選ぶことはできない。ステージが進むと3種類のメカが増える。
なお、選択画面BGMは『タイムボカン』EDテーマ「それゆけガイコッツ」のインストゥルメンタル。
タイムガイコッツ（登場作品：タイムボカン）
レベルアップすると鉄球を発射できるようになる。
巨大メカ：ゴリラガイコッツ
シャレコーベメカ（登場作品：ゼンダマン）
レベルアップすると火炎放射が使えるようになる。
巨大メカ：チャンバラン
アンドロメダマ号（登場作品：タイムパトロール隊オタスケマン）
レベルアップすると後方へのビーム攻撃と貫通式ドリルミサイルが使えるようになる。
巨大メカ：ひょっとこの顔メカ
タイムラクーダ（登場作品：ヤットデタマン）
タイムナガモチを随伴している。レベルアップするとタイムナガモチからもビームが撃てるようになり、レベルが最大になると四方にビームが撃てるだけでなく、シールドと化したタイムナガモチからメカの部品が広範囲に発射される。
巨大メカ：ベースボールマシン
シャレコーベバギー（登場作品：逆転イッパツマン）
レベルアップするとドーナツ型ビームの範囲が広くなり、レベル最大では歯車が発射できる。
巨大メカ：イルミナー
デンデンメカ（登場作品：イタダキマン）
レベルアップするとお供のメカが加わってビームを発射する。
巨大メカ：馬メカ
チャリンコ（おしおき三輪車）（登場作品：ヤッターマン）
ドクロ爆弾が装着されている状態、もしくは悪玉メカのシールドエネルギーが0の状態で攻撃を受けるとこの形態になる。一応はショットを前方にのみ撃てて、×ボタンでジャンプして攻撃を回避可能だが、一撃でも攻撃を受けると戦闘不能となる。

### ゲームオリジナルメカ
ドロンボー一味の顔がモチーフ。以下のメカは3面クリア後より使用可能。
ドロンジョカー
ドロンジョのマスクをイメージしたデザインで、レベルアップすると複数のレーザーを撃てるようになる。
巨大メカ：ロボット形態
ボヤッキーカー
レベルアップすると貫通式レーザーとボヤッキーのヒゲをイメージしたカッター（通常弾を弾くバリアにもなる）が追加される。
巨大メカ：ロボット形態
トンズラーカー
トンズラーのようなパワー型の車体で、爆発式のミサイルを連射できる。
巨大メカ：ロボット形態

## 善玉メカ
敵キャラクターは全て歴代の善玉メカとゾロメカになっており、特定のメカが中ボス及びボスキャラクターとなる。各ステージには歴代ヒーローたちがボスキャラとして待ち受けている。各ステージともボスキャラが登場する際には、カットシーンによる演出が入る。

### 登場メカ
タイムボカン（メカブトン、ドタバッタン、クワガッタン）
ヤッターマン（ヤッターワン、ヤッターペリカン、ヤッターアンコウ、ヤッターキング、ヤッタードジラ、ヤッターブル、ヤッターパンダ＆コパンダ、ヤッターゾウ、ヤッターヨコヅナ）
ゼンダマン（ゼンダライオン、ゼンダゴリラ、ゼンダコトラ、ゼンダワン、ゼンダシロクマ、ゼンダビーバー、ゼンダモグラ）
オタスケマン（オタスケサンデー号、オタスケキンタ、オタスケサイ、オタスケアシカ、オタスケウータン、オタスケダヌキ、オタスケガエル）
ヤットデタマン（大馬神、大巨神、巨神号、大天馬、タイムカーゴ）
逆転イッパツマン（逆転王、三冠王〈完璧版のみ〉、トッキュウザウルス、トッキュウマンモス〈完璧版のみ〉）
イタダキマン（カブトゼミ、ペリギン、ワンガルー）

### タイム母艦
本作オリジナルメカにして最終ボスでもある超巨大メカで、歴代善玉の力が結集している。ウミガメを模した胴体部中央にタツノコプロの看板であるタツノオトシゴ型ロボットを戴いたデザイン。甲羅はルーレット式になっていて前部に目がある。
戦闘開始直後にルーレットが作動し、歴代の善玉サポートロボット（チョロ坊、オモッチャマ、アマッタン、ヒネボット、ダイゴロン、2-3、オモンキ）の巨大版のどれかをランダムに出して攻撃してくる。
その攻撃が終わると、引っ込めていたカメの頭部と手足を伸ばし、多数の弾幕を張って最後の攻撃をしてくる。タイム母艦を倒すとエンディングとなる。

## ステージ
| ステージタイトル                        | ステージ                                     | BGM（インストゥルメンタル） | 中ボス、大型敵                                                                         | ボス                               |
| --------------------------------------- | -------------------------------------------- | --- | -------------------------------------------------------------------------------------- | ---------------------------------- |
| 鷹は舞い下りた！だコロン                | ステージ1（vsヤッターマン(1)）               | 「天才ドロンボー 」（道中） 「ヤッターマンの歌」（ボス） | ヤッターゾウ おだてブタ石像 ヤッターペリカン ヤッターヨコヅナ ヤッターパンダ＆コパンダ | ヤッターワン                       |
| 南の島のヤッターキング！だコロン        | ステージ２（vsヤッターマン(2)）              | 「ドロンボーのシラーケッ」（道中） 「ヤッターキング」（ボス） | ヤッターアンコウ ヤッターブル ヤッタードジラ                                           | ヤッターキング                     |
| 真昼の決闘！ 崖っぷちだよ、ゼンダマン   | ステージ3（vsゼンダマン）                    | 「これまたアクダマン」（道中） 「ゼンダマンの歌」（ボス） | ゼンダゴリラ ゼンダワン ゼンダコトラ ゼンダビーバー ゼンダシロクマ ゼンダモグラ        | ゼンダライオン                     |
| 集結！助っ人メカ 雪原の大バトル！       | ステージ4（vsオタスケマン）                  | 「アーウー・オジャママン」（道中） 「オタスケマンの歌」（ボス） | オタスケサイ オタスケウータン オタスケガエル オタスケアシカ オタスケダヌキ             | オタスケキンタ＆オタスケサンデー号 |
| 怒れ！正義の大巨神！                    | ステージ5（vsヤットデタマン）                | 「ヤットデタマン・ブギウギ・レディ」（道中） 「ヤットデタマンの歌」（中ボス～ボス）                                                                                        | 大巨神 巨神号 大天馬 タイムカーゴ                                                      | 大馬神                             |
| 灼熱のダブルヒーロー！                  | ステージ6（VS逆転イッパツマン&イタダキマン） | 「シビビーン・ラプソディ」（道中） 「いただきマンボ」（中ボス） 「トッキュウザウルスの歌」（中ボス・完璧版） 「逆転イッパツマン」（ボス） 「嗚呼！逆転王」（ボス・完璧版） | トッキュウザウルス ワンガルー ペリギン カブトゼミ                                      | 逆転王                             |
| 新たなる力！ その名は三冠王！           | ステージ7（VS逆転イッパツマン(2)）           | 「どびびぃ～んセレナーデ」（道中） 「逆転イッパツマン」（ボス） | トッキュウマンモス                                                                     | 三冠王                             |
| 飛べ！ドロンボー 空中大決戦だペッチャ！ | 最終ステージ（VSタイムボカン）               | 「タイムボカン」（ボス） | メカブトン クワガッタン ドタバッタン                                                   | タイム母艦                         |

## アイテム
ドロンボーマーク
武装がレベルアップ（最高4段階まで）。
ヤッターマーク
武装がレベルダウン。
ジュジャク
シールドエネルギーが全回復。
ペラ助
シールドエネルギーが少し回復。
ゲキガスキー
チャリンコ（おしおき三輪車）から悪玉メカに戻る。
ニャラボルタ
一定時間高速で移動できるようになる。
ダイナモンド
高得点ボーナス。
ドクロストーン
99個集めると巨大メカに変身。
金のドクロストーン
ドクロストーン5個分。
命のもと
クレジットが1つ増える。

## アニメ制作スタッフ
- 総監督・コンテ：笹川ひろし
- 演出：石堂宏之
- ゲストメカ設定：徳山光俊、小川浩
- プロデューサー：由井正俊、内山秀二
- 制作進行：吉田義樹
- 作画監督：井口忠一
- 原画：井口忠一、重田智
- 動画：佐々木智洋、斎藤直征、須賀十郎
- 仕上：和泉澤由佳、三塚ひかり、吉田文恵
- 色指定：和泉澤由佳
- 特殊効果：山本公
- 美術監督・背景：多田喜久子
- 撮影：横山幸太郎、横山正彦、荒井麻衣子、武川昌志、相沢健四郎
- 編集：三木幸子
- 録音監督：水本完
- 効果：加藤昭二（アニメサウンドプロダクション）
- 調整：西澤規夫
- 録音スタジオ：整音スタジオ
- 録音制作：ザックプロモーション
- 現像：東京現像所
- 制作協力：ベガエンタテイメント
- 制作：竜の子プロダクション

## 声の出演
- ドロンジョ：小原乃梨子
- ボヤッキー：八奈見乗児
- トンズラー：たてかべ和也
- ドクロベエ：茶風林

### 完璧版のみ
- 丹平、ヤッターマン1号：太田淑子
- ペラ助（8面タイトルコール）：滝口順平
- オモッチャマ（1面、2面タイトルコール）：桂玲子
- イッパツマン、逆転王、三冠王、ブタ（4面、5面タイトルコール）：松本保典
- イタダキマン（6面タイトルコール）：田中真弓
- ゼンダマン1号：三ツ矢雄二
- オタスケマン1号：水島裕
- ヤットデタマン：曽我部和恭
- アマッタン、女子高生（3面タイトルコール）：川上とも子
- 大巨神：茶風林
- ナレーター（7面タイトルコール）：鈴置洋孝

## 完璧版での追加・変更要素
- 山本正之による新曲が流れるオープニングムービー。
- 善玉キャラクターの台詞に声優起用。ただし、滝口順平もペラ助で復帰しているがムービーは原典と同じため、ドクロベエの声優は茶風林のままである。
- 新規ステージと新ボス。

## 主題歌
『ボカンと一発!ドロンボー』
作詞・作曲：山本正之 編曲：神保正明 歌：山本まさゆき コーラス：ピンク・ピッギーズ
完璧版に収録された主題歌。山本が作曲したアニメソングでは珍しく1番のみで、ゲームのOPデモで流れるのがフルバージョンである。後に『蔵出・山本正之作品大全集』に収録された。
続編の『ボカンですよ』『ボカンGoGoGo』でも主題歌として使われている。
映像では歴代の善玉キャラも登場するが、タイムボカンとイタダキマンからは出てこない。